# 루크 맥팔레인
루크 맥팔레인(Luke Macfarlane, 1980년 1월 19일 ~ )은 캐나다의 배우이다.

## 출연 작품
- 락 페이퍼 데드 (2017)
- 킬조이스 시즌2 (2016)
- 킬조이스 시즌1 (2015)
- 가장 무서운 이야기 (2006)
- 킨제이 보고서 (2004)